# Mk 18自動榴彈發射器
Mk 18 Mod 0是一款由美国霍尼韦尔公司和航空产品部（Honeywell Corporation and Aeronautical Products Division）所生產、曾在越南战争之中獲美國海軍所採用的自动榴弹发射器，也是自加特林機槍以後的最後一款為人所知的手動曲柄操作式槍械，發射40×46毫米低速榴彈。

## 設計
這個武器是手動操作、彈鏈供彈、自動連發式40毫米榴彈發射器，設計上能夠以高爆破片殺傷榴彈提供覆蓋目標的範圍火力。其浮動的射速可達到250發／分鐘，射程在約328碼到2,200碼。該武器利用了在較武器以上較旋轉分體式後膛，可讓彈藥在供彈時直接通過，並且排除了常規武器以上往復式槍機、彈藥從彈鏈抽出、彈殼從膛室排出以至拋出武器以外的需要。Mk 18 40毫米自動榴彈發射器利用了以前曾經使用的分裂式後膛的概念，但一些原有的特色卻是以其推出的機構為藍本，讓頂部轉子作垂直轉動並與底部轉子進行同步轉動。1965年和1968年之間，明尼蘇達州霍普金斯市的霍尼韦尔公司和航空产品部（Honeywell Corporation and Aeronautical Products Division）生產了大約1,200挺Mk 18 Mod 0 40毫米自动榴彈發射器。1962年年底已經展開其最初的開發工作，然後1964年霍尼韋爾公司提交第一個專利申請。這個最初概念是因研究M79榴彈發射器的40×46毫米低速榴彈引信動作而提出。霍尼韋爾公司所預期的一種簡單，廉價和流動性極大快速射擊武器的需要，可以給一個隊伍當中的兩名隊員在有限的範圍之內提供能有效地發射大量高爆榴彈的能力，主要是用作壓制和防禦火力用途。40毫米榴彈與它的兩段式推進系統（本質上是脈衝系統）的研發使這種武器變得可能。40毫米低速榴彈採用了高低壓推進系統發射原理，這可讓其使用分裂式後膛機構，從而也讓該武器非常輕便而且簡潔。

## 測試結果
從評價結果可以得出結論是，從霍尼韋爾公司接收到的原型40毫米Mk 18 Mod 0榴彈發射器能夠發射5,000發而不出現耗損故障。然而，在後續的評估過程中，該發射器的性能，尤其是在最初的3,000發卻不能令人滿意，因為由於不合格彈鏈而令卡彈率較高，撞針不適當的伸出，以及武器在發射速率較高時會令循環動作變得差劣。也有人建議，修改擊發機構以防止撞針從保險到發射位置的運動期間，榴彈卻意外地發射。雖然由於全自動40毫米榴彈發射器系統的推出，令這個概念很快就宣布被廢棄了，1963年霍尼韋爾公司研製該武器時，卻已經從海軍方面接收到訂購500多挺新武器、價值超過$750,000的合同。設計上用於裝上高度較低的三腳架以上使用，這種小型輕量化的武器的射程達到375米、射速達250發／分鐘以上。對於海軍而言，該發射器的用途是安裝在每艘PBR的艉部.50口徑重機槍的射架以上。曲柄每轉動完整一圈可以打出2發榴彈；其中，曲柄在3點鐘和9點鐘位置時是裝填動作，在6點鐘和12點鐘位置則是發射動作。位於該發射器的後方具有三個位置的旋鈕，用以控制“發射”、“保險”和“裝填”。海軍採用了兩種的彈箱，一種裝填48發，重達35磅；另一種較適合在現場使用的彈箱則是24發，僅重19磅。能人手裝填的彈鏈能重復使用5次。Mk 18主要用於小型船隻上或是固定陣地（例如碉堡）；其主要用戶是內河巡邏艇上所謂的“河鼠”（River Rats）們和海豹部隊。Mk 18可架設於M2HB、M60或M1919的三腳架或射架以上，但反過來就是不架設在三腳架或射架以上就不能射擊。

## 圖集

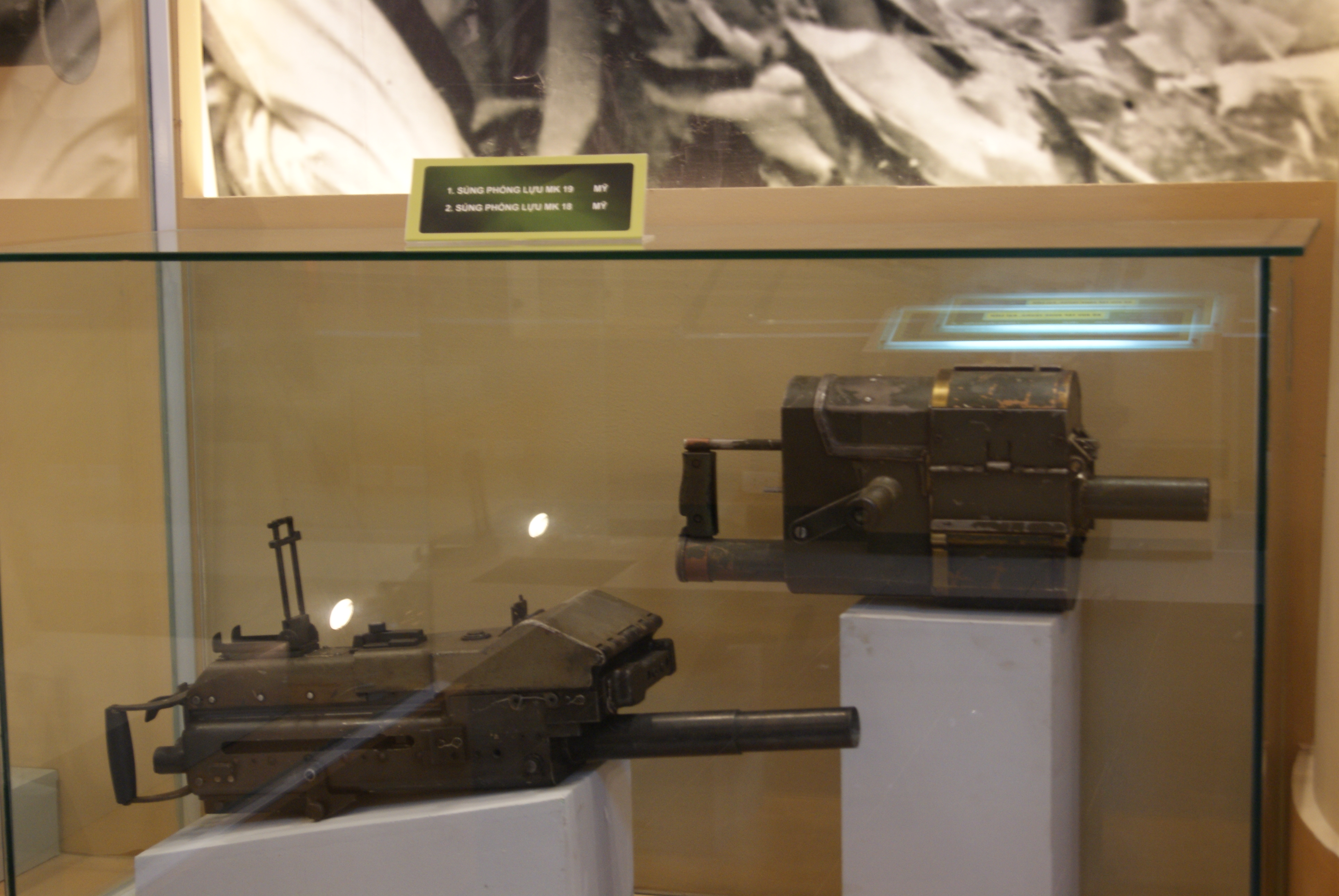
戰爭遺跡博物館內展出的Mk 18 Mod 0（頂部）
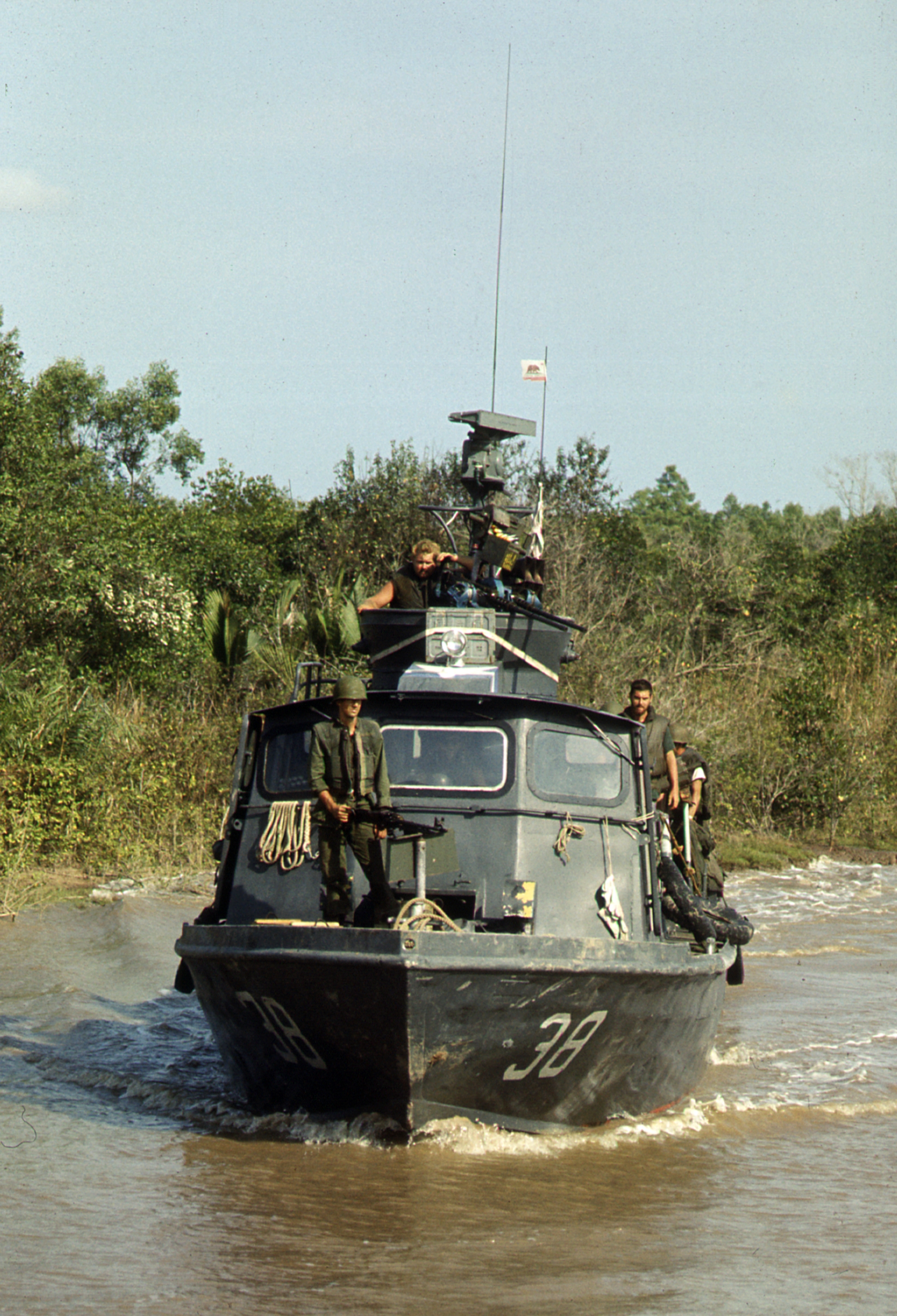
快速巡邏艇上裝上的Mk 18自动榴弹发射器（位於雙聯.50白朗寧M2重機槍的頂部）

## 外部連結
- （英文）—SecurityArms.com—Mk 18 Mod 0 （页面存档备份，存于）
- （英文）—The U.S. Navy Had a Weird, Hand-Cranked Grenade Launcher[永久]
- （英文）—Mk 18 Mod 0 Manual 40mm Grenade Launcher （页面存档备份，存于）
- （英文）—PBR Restoration Project
- （简体中文）—D Boy Gun World（槍炮世界）—Mk18速射榴弹发射器 （页面存档备份，存于）